# Bahnhof Neuruppin

Der Bahnhof Neuruppin liegt in der gleichnamigen Stadt im Norden Brandenburgs. In dieser Form gibt es ihn erst seit einem umfassenden Umbau der Bahnanlagen in den Jahren 1999/2000. Dabei wurde der ursprüngliche Bahnhof Neuruppin (von 1930 bis in die 1960er Jahre Neuruppin Hbf genannt) für den Personenverkehr geschlossen und westlich davon der Haltepunkt Neuruppin West (seit 2000 in Betrieb) eröffnet. Neuruppin West ist Bahnhofsteil des Bahnhofs Neuruppin, gleiches gilt seit dem Umbau auch für den Haltepunkt Neuruppin Rheinsberger Tor, den es seit 1899 gibt. Zum Bahnhof gehört eine Werkstätte der DB Regio AG, die sich auf dem Gelände des ehemaligen Bahnbetriebswerkes befindet. Die Empfangsgebäude des alten Bahnhofs Neuruppin und des Haltepunkts Neuruppin Rheinsberger Tor sowie ein Lokschuppen im Bahnbetriebswerk stehen unter Denkmalschutz.

## Lage
In Neuruppin kreuzen sich die Bahnstrecken von Wittstock (früher von Meyenburg) nach Kremmen, die etwa von Nordwesten nach Südwesten verläuft, und von Neustadt (Dosse) nach Herzberg (Mark) in Ost-West-Richtung. Beide Strecken verlaufen auf einem etwa zwei Kilometer langen Abschnitt gemeinsam durch das Stadtgebiet. Dieses Teilstück gehört seit dem Streckenumbau größtenteils zum Bereich des Bahnhofs Neuruppin.
Beide Strecken treffen westlich der Innenstadt zusammen. Hier ging im Jahr 2000 der Haltepunkt Neuruppin West an der Kreuzung mit der Präsidentenstraße in Betrieb. Die Bahntrasse verläuft zunächst Richtung Nordosten. Etwa 500 Meter hinter dem Haltepunkt Neuruppin West liegt auf der Südostseite der Gleise das nicht mehr genutzte Empfangsgebäude des Neuruppiner Hauptbahnhofs an der Bahnhofsstraße. Auf der anderen Seite der Gleisanlagen befindet sich die Einsatzstelle von DB Regio, das ehemalige Bahnbetriebswerk. Einige hundert Meter hinter dem Hauptbahnhof wendet sich die Bahntrasse nach Südosten. Hier liegt an der Kreuzung mit der Straße des Friedens nordöstlich der Innenstadt der Haltepunkt Rheinsberger Tor. Beide Strecken verlaufen gemeinsam auf einem Damm durch den Ruppiner See und trennen sich auf dessen Ostseite.

## Geschichte

### Vorgeschichte und Bau
Neuruppin war schon in den 1840er Jahren an einem Eisenbahnanschluss interessiert und strebte eine Führung der Berlin-Hamburger Eisenbahn über die Stadt an und wollte sich sogar mit 50000 Talern am Bau der Strecke beteiligen. Die schwierigen topographischen Bedingungen mit dem Ruppiner See östlich der Stadt verhinderten jedoch lange Zeit eine direkte Bahnverbindung mit Berlin. Neuruppin bekam erst im Jahre 1880 seine erste Eisenbahn. Die Paulinenaue-Neuruppiner Eisenbahn verband die Stadt mit Paulinenaue an der Hamburger Bahn. Der Bahnhof von Neuruppin entstand südlich der Innenstadt östlich der Fehrbelliner Straße.
1893 eröffneten die Preußischen Staatsbahnen ihre Strecke von Berlin nach Kremmen. Für Neuruppin ergab sich damit die Chance auf eine weitere direkte Verbindung nach Berlin und in der anderen Richtung bis Wittstock. Die Probleme mit der Überquerung des Ruppiner Sees hielt man mittlerweile für lösbar. Zum Bau wurde die private Kremmen-Neuruppin-Wittstocker Eisenbahngesellschaft unter maßgeblicher finanzieller Beteiligung der anliegenden Städte und Landkreise gegründet. Ursprüngliche Planungen sahen eine Führung südlich der Innenstadt zum bestehenden Neuruppiner Bahnhof der Paulinenaue-Neuruppiner Eisenbahn vor. Jedoch erwies sich der See in diesem Bereich für einen Dammbau als zu tief. So wurde eine Trasse nördlich der Innenstadt gewählt, wozu jedoch ein neuer Bahnhof gebaut werden musste. Die Bauausführung übernahm die Firma Lenz & Co. Am 16. Dezember 1898 wurde der Güterverkehr und am 1. Februar 1899 der Personenverkehr aufgenommen.

### Weitere Entwicklung

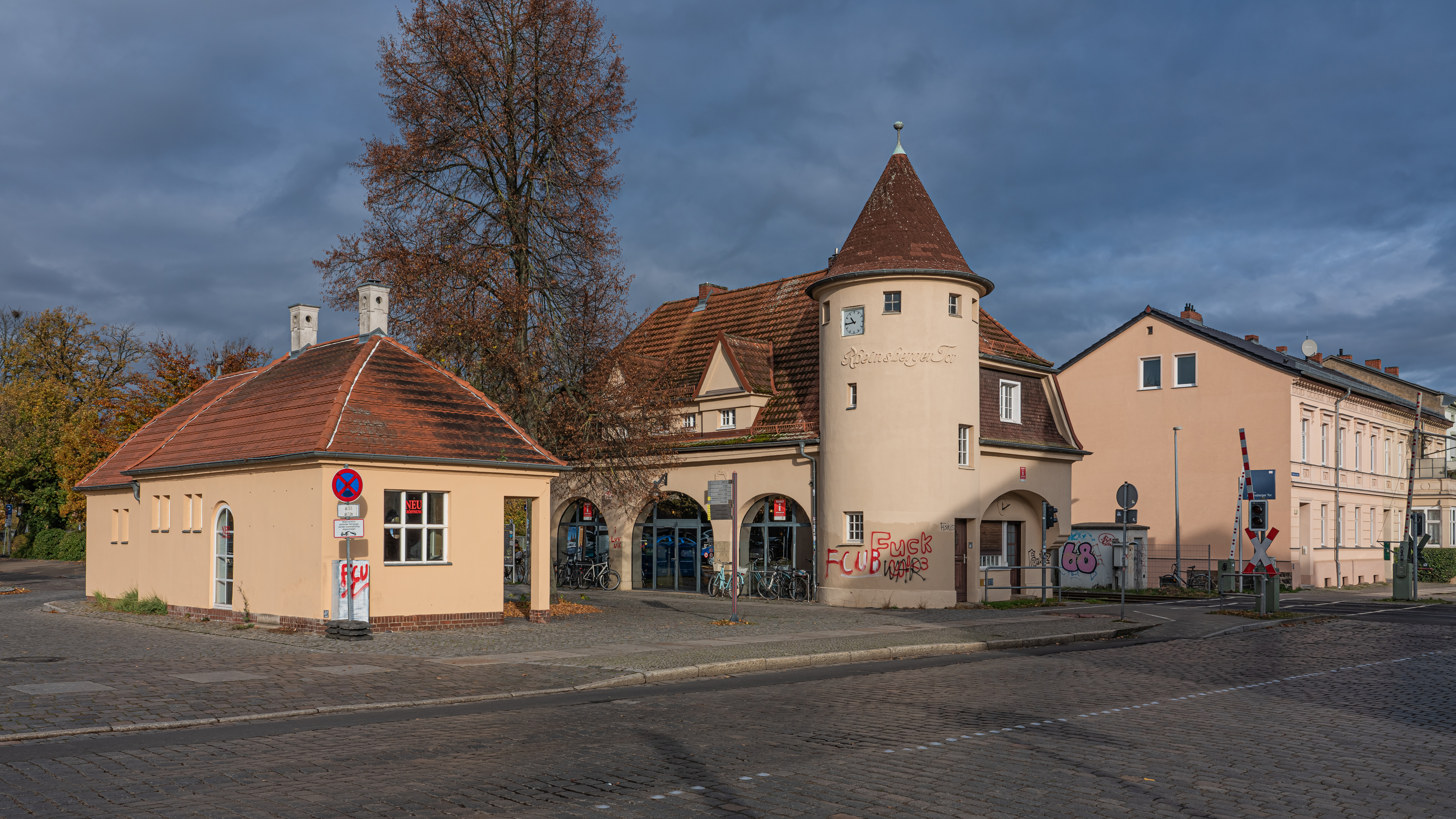
Das denkmalgeschützte Empfangsgebäude am Haltepunkt Rheinsberger Tor stammt vom Anfang des 20. Jahrhunderts

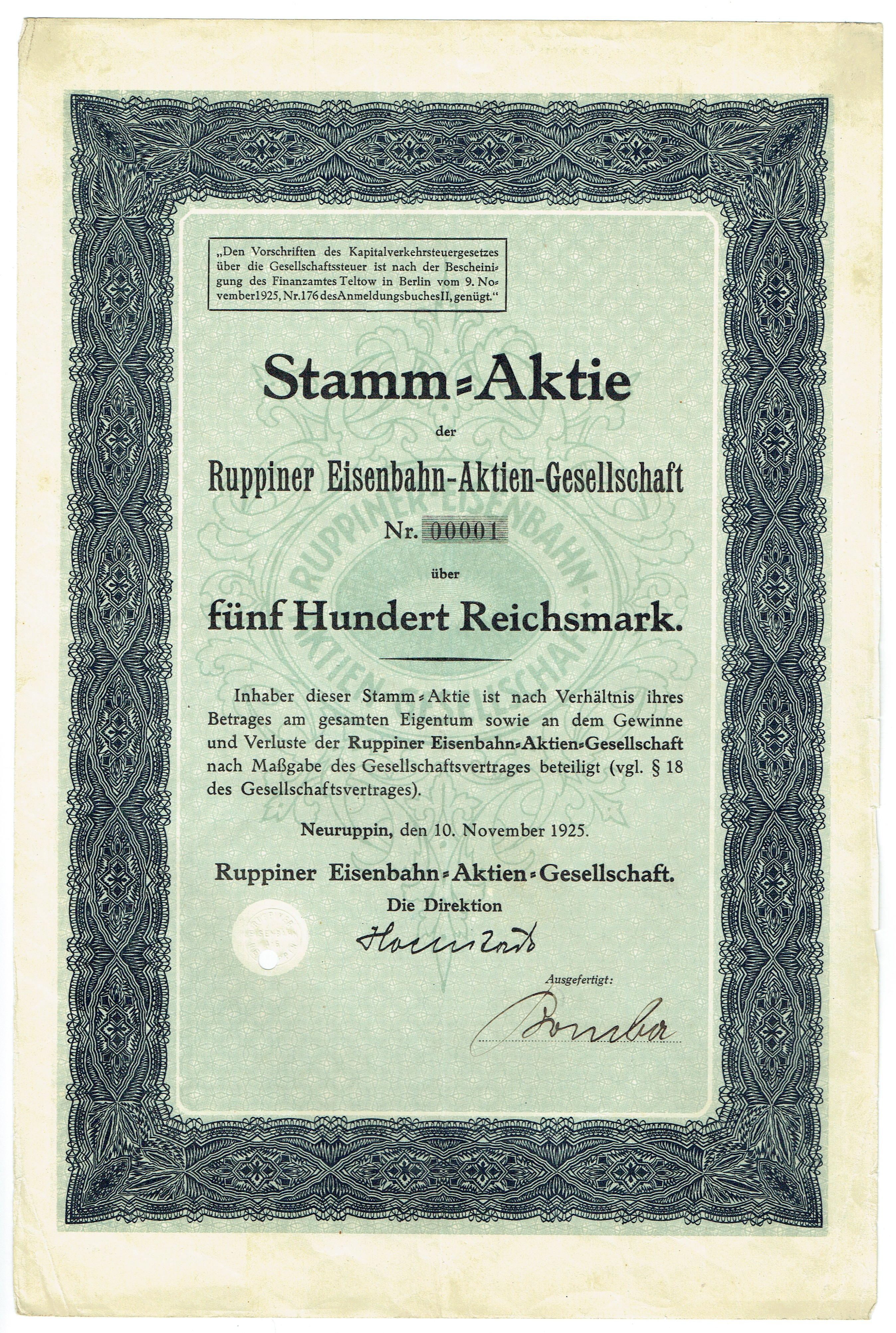
Die erste Aktie der Ruppinger Eisenbahn-AG vom 10. November 1925

Die Ruppiner Kreisbahn wurde 1897 gegründet und wollte Neuruppin einerseits mit Neustadt (Dosse) an der Berlin-Hamburger Eisenbahn und andererseits mit der Berliner Nordbahn verbinden. Als östlicher Endpunkt wurde Herzberg (Mark) gewählt, wo Anschluss an die 1896 eröffnete Strecke von Löwenberg an der Nordbahn nach Lindow (später Rheinsberg) bestand. Am 1. November 1902 wurde die Strecke von Neustadt über Neuruppin nach Herzberg eröffnet, die den Bahnhof der Kremmen-Neuruppin-Wittstocker Eisenbahn mitnutzte.
Am 21. Juni 1905 wurde die 1,2 Kilometer lange Verbindungsstrecke vom Bahnhof Neuruppin zur Paulinenauer Strecke eröffnet. Sie diente vor allem dem Güterverkehr. Der Personenverkehr aus Paulinenaue verblieb im 1901 gebauten neuen Paulinenauer Bahnhof. 1913 vereinigten sich die Kremmen-Neuruppin-Wittstocker Eisenbahn und die Ruppiner Kreisbahn zur Ruppiner Eisenbahn-Aktiengesellschaft. In dieser Zeit wurden die Bahnanlagen erweitert, das repräsentative Empfangsgebäude am Haltepunkt Rheinsberger Tor (damals Rheinsbergertor) und ein großer Ringlokschuppen gebaut. Im Jahr 1916 wurde in Neuruppin ein Flughafen gebaut, der Anschluss an die Eisenbahnstrecke erhielt.
1923 kaufte die Ruppiner Eisenbahn auch die Paulinenaue-Neuruppiner Eisenbahn. Der Paulinenauer Bahnhof in Neuruppin wurde 1930 ganz geschlossen, und der gesamte Verkehr auf den Bahnhof der Kremmener Strecke konzentriert, der die Bezeichnung Neuruppin Hauptbahnhof erhielt.

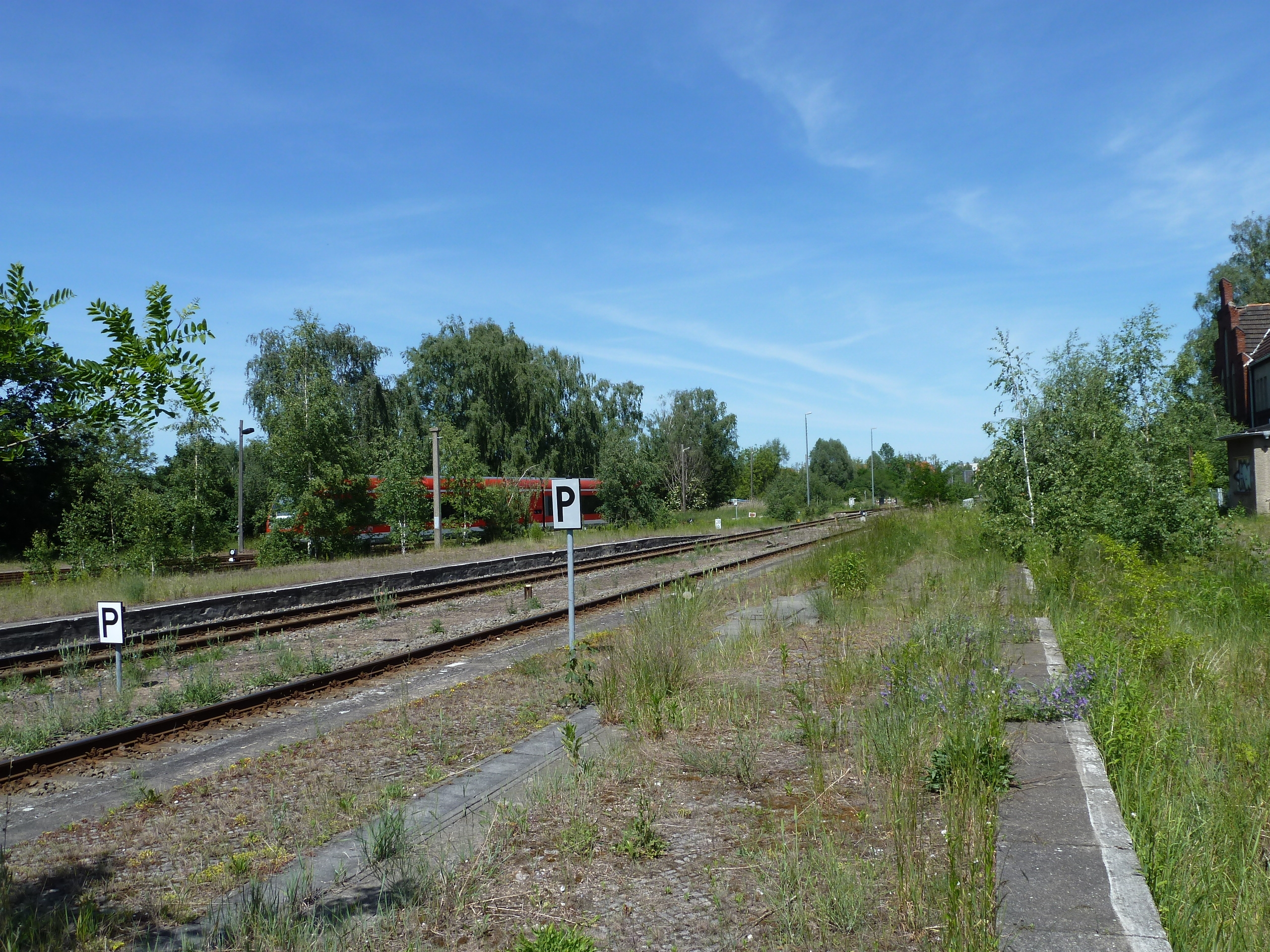
Seit dem Umbau 1999/2000 sind die Bahnsteige am früheren Hbf ohne Funktion. Rechts das Bahnhofsgebäude, links die Einsatzstelle von DB Regio

Nach dem Zweiten Weltkrieg wurde die Ruppiner Eisenbahn verstaatlicht. Nach einem Intermezzo als Landeseisenbahngesellschaft wurde sie 1949 von der Deutschen Reichsbahn übernommen. Die Bahnanlagen in Neuruppin wurden von der Reichsbahndirektion Schwerin verwaltet. Der Verkehr nach Neuruppin wurde davon beeinflusst, dass durch die Teilung Berlins die Verbindungen nach West-Berlin Anfang der 1950 zum Teil und mit dem Bau der Berliner Mauer komplett unterbrochen wurden. Der Verkehr verlagerte sich teilweise von den Strecken nach Kremmen und Paulinenaue zur Verbindung über Herzberg.
1970 wurde der Personenverkehr nach Paulinenaue eingestellt und der Abschnitt von Neuruppin nach Fehrbellin mit Ausnahme eines kurzen Anschlusses im Stadtgebiet wegen des Baus der Autobahn nach Rostock abgebaut.
Von 1995 bis 1999 war der Verkehr von Neuruppin in Richtung Hennigsdorf für Bauarbeiten zum Ausbau der Strecke im Rahmen des Projektes Prignitz-Express eingestellt. Um das Jahr 2000 wurden die Neuruppiner Gleisanlagen vollständig umgebaut. Der Hauptbahnhof wurde für den Personenverkehr geschlossen, ein neuer Haltepunkt ca. 450 m südwestlich des Hauptbahnhofs wurde eröffnet, er bekam den Namen Neuruppin West.
2006 endete der Personenverkehr auf der Strecke Neustadt – Neuruppin – Herzberg. Ihre Infrastruktur ging im Jahr 2010 an die RegioInfra-Gesellschaft über, allerdings blieb der Bahnhofsbereich in Neuruppin im Besitz der Deutschen Bahn. Der Bahnhof Neuruppin Rheinsberger Tor wurde 2019 im Auftrag seiner Geburtsstadt, die auch den Beinamen Fontanestadt trägt, mit Graffiti-Malereien verschönert.

### Personenverkehr
Bis Ende des 20. Jahrhunderts waren alle Neuruppin berührenden Strecken nur Nebenbahnen und in der Regel nur von in allen oder fast allen Stationen haltenden Personenzügen bedient.
Vor dem Ersten Weltkrieg verkehrten sechs durchgehende Zugpaare vom Stettiner Bahnhof in Berlin über Kremmen und Neuruppin nach Wittstock, teilweise weiter bis nach Meyenburg. In Richtung Neustadt (Dosse) und Herzberg waren es fünf bis sechs Zugpaare am Tag, wobei in Neuruppin umgestiegen werden musste. Im Fahrplan 1939 war das Angebot in Richtung Berlin und Wittstock ähnlich, wobei zwei Zugpaare zwischen Neuruppin und Kremmen hinzukamen. In Richtung Paulinenaue und Neustadt verkehrten jeweils fünf und nach Herzberg zehn Zugpaare am Tag, praktisch alle als Triebwagen. Nach dem Zweiten Weltkrieg war der durchgehende Verkehr in Richtung Berlin über Kremmen unterbrochen, bis Anfang der 1960er Jahre gab es ein durchgehendes Personenzugpaar am Tag von Berlin-Lichtenberg über Löwenberg (Mark), Herzberg, Neuruppin, Wittstock und Meyenburg nach Güstrow bzw. Rostock. 
In den 1970er und 1980er Jahren verkehrten zwischen fünf und acht Zügen am Tag in die vier Richtungen, die nach Einstellung des Verkehrs nach Paulinenaue verblieben waren. Zum Einsatz kamen fast ausschließlich Schienenbusse der Baureihe 171/172, die überwiegend in Neuruppin beheimatet waren. Die Züge in Richtung Kremmen verkehrten weiter bis Velten, wo nach Hennigsdorf umgestiegen werden konnte. Später wurden die Züge bis Hennigsdorf durchgebunden.
In der ersten Hälfte der 1990er Jahre wurde das Zugangebot schrittweise vertaktet. Mitte der 1990er Jahre verkehrten die Züge in alle vier Richtungen annähernd alle zwei Stunden. Zwei Eilzugpaare verbanden Neuruppin mit Berlin über Herzberg und Löwenberg (Mark).

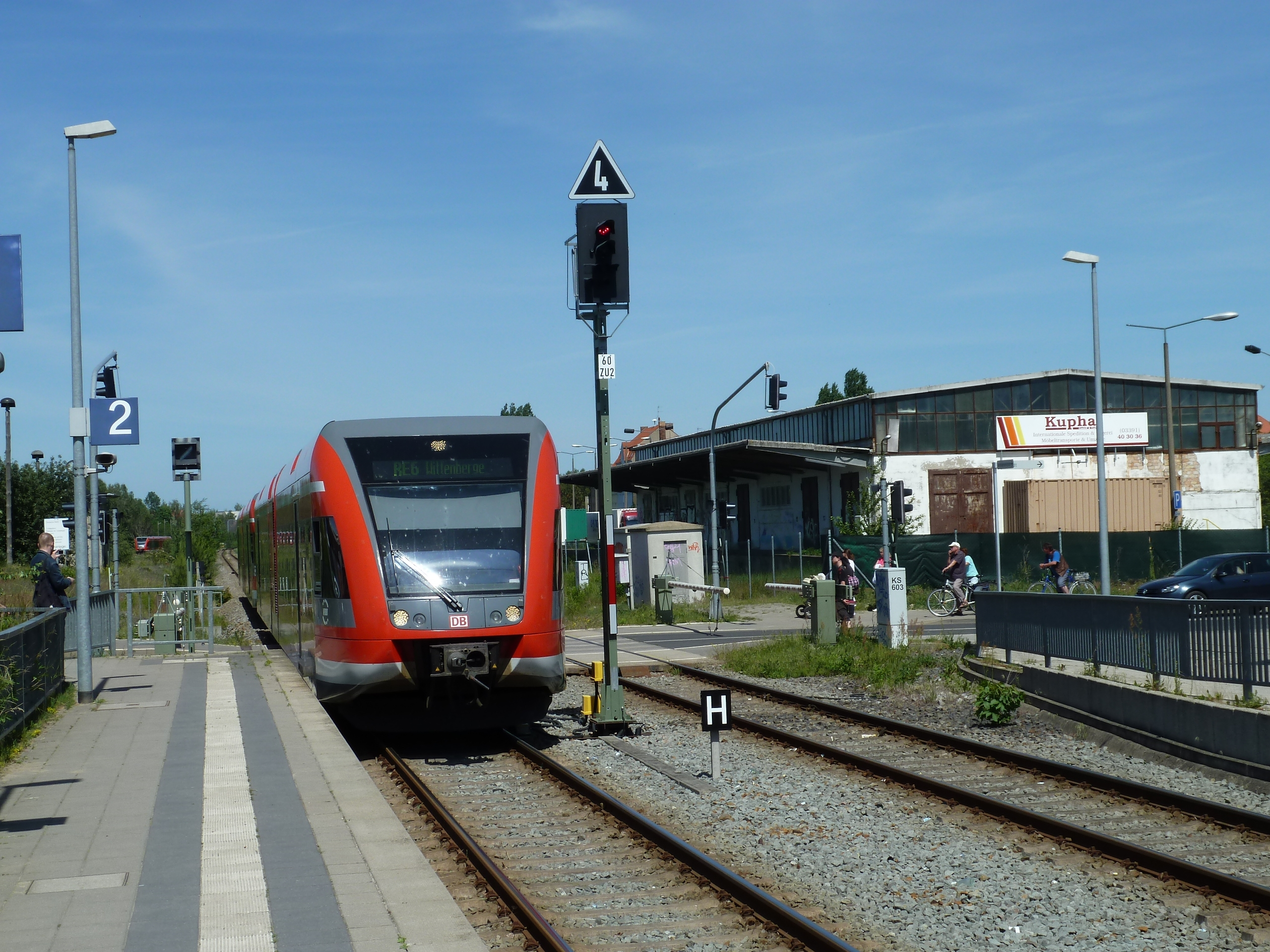
Bahnsteige am Haltepunkt Neuruppin West mit Zug in Richtung Wittenberge

Von 1995 bis 1999 fuhren während der Sperrung der Strecke in Richtung Hennigsdorf direkte Regionalexpress-Busse zwischen Neuruppin und dem Bahnhof Berlin Zoologischer Garten über die Autobahn. Seit 1999 fährt die Regionalexpress-Linie RE 6 zwischen Neuruppin und Hennigsdorf und weiter über den Berliner Außenring und den Bahnhof Berlin-Spandau nach Berlin. Eine direkte Anbindung auf kurzem Weg in die Berliner Innenstadt fehlt.

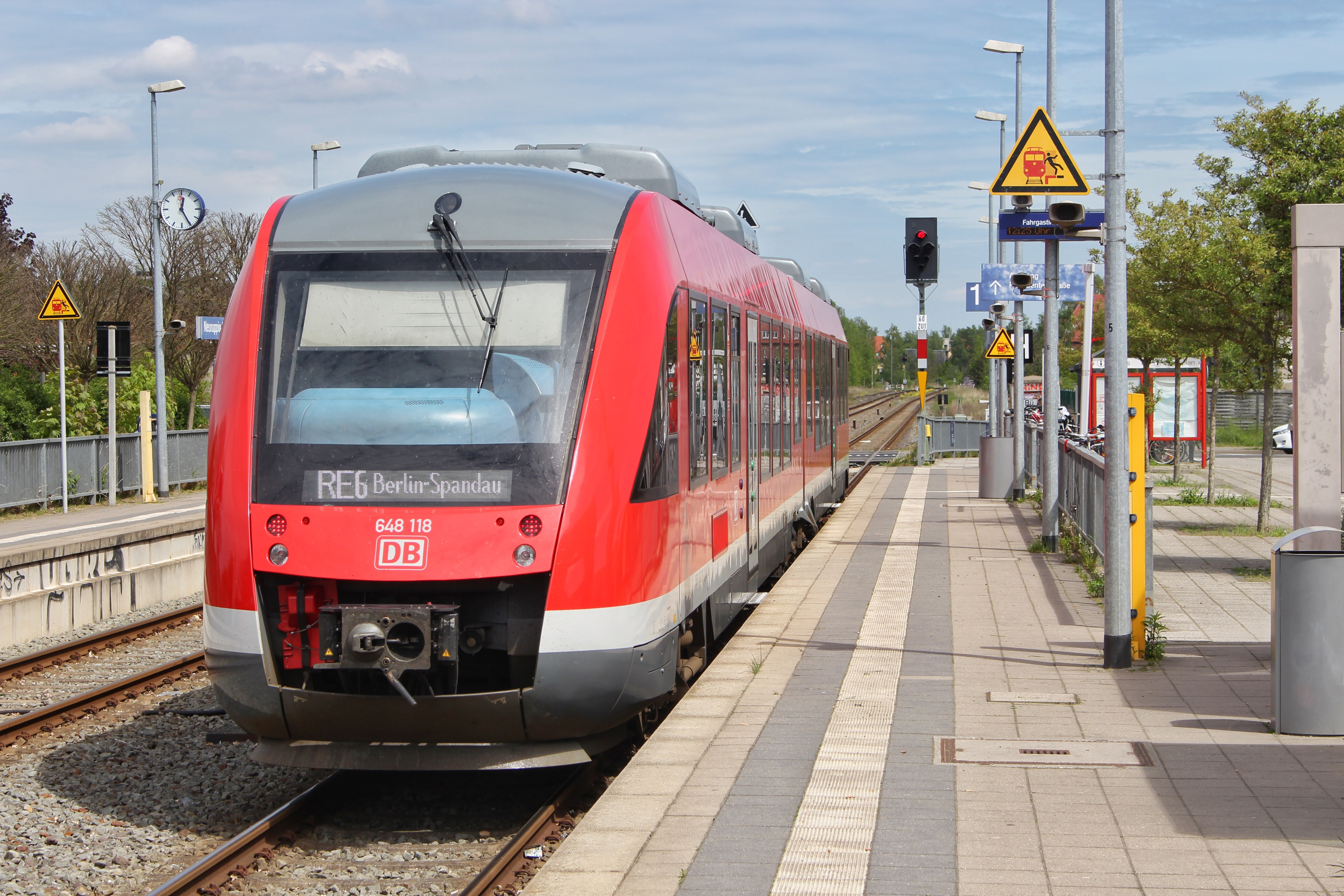
Alstom Coradia LINT auf dem Prignitz-Express in Neuruppin West

Nach der Sanierung des Abschnittes von Neuruppin nach Wittstock fährt der RE 6 von Berlin über Wittstock nach Wittenberge durch. Bis 2006 wurde diese Linie alle zwei Stunden in Neuruppin Rheinsberger Tor geflügelt, ein Teil verkehrte über Herzberg nach Rheinsberg. Zwischen Neustadt (Dosse) und Neuruppin sowie Neuruppin und Löwenberg (Mark) über Herzberg verkehrten alle zwei Stunden Züge. 2006 wurde der Verkehr auf diesen Abschnitten eingestellt. Seitdem war der RE 6 die einzige Linie, die Neuruppin bedient. Der RE 6 verkehrt stündlich, zwischen Neuruppin und Wittenberge am Wochenende nur alle zwei Stunden. Der in den Sommermonaten fahrende Saisonverkehr nach Rheinsberg (RB 54) wurde in den Jahren 2012 und 2013 wegen Bauarbeiten auf der Berliner Nordbahn statt von Löwenberg (Mark) von Neuruppin Rheinsberger Tor über Herzberg geführt. Auf dieser Linie fuhren fünf Zugpaare täglich im Sommerhalbjahr.

## Anlagen

### Jetziger Bahnhof Neuruppin
Zum 1999/2000 entstandenen Bahnhof Neuruppin gehören die Bahnanlagen in der Stadt auf dem ungefähr zwei Kilometer langen gemeinsamen Abschnitt der beiden Bahnstrecken. Vom Haltepunkt Neuruppin West (einschließlich) bis hinter den Haltepunkt Rheinsberger Tor verlaufen zwei Gleise parallel durch die Stadt. Beide Haltepunkte sind Bahnhofsteile des Bahnhofs Neuruppin. Vom nordwestlichen Gleis führt ein Abzweig in die Einsatzstelle von DB Regio mit den entsprechenden Anlagen. Anlagen für den Güterverkehr oder weitere Gleise sind nicht mehr in Betrieb oder wurden entfernt.

### Ehemaliger Neuruppin Hbf

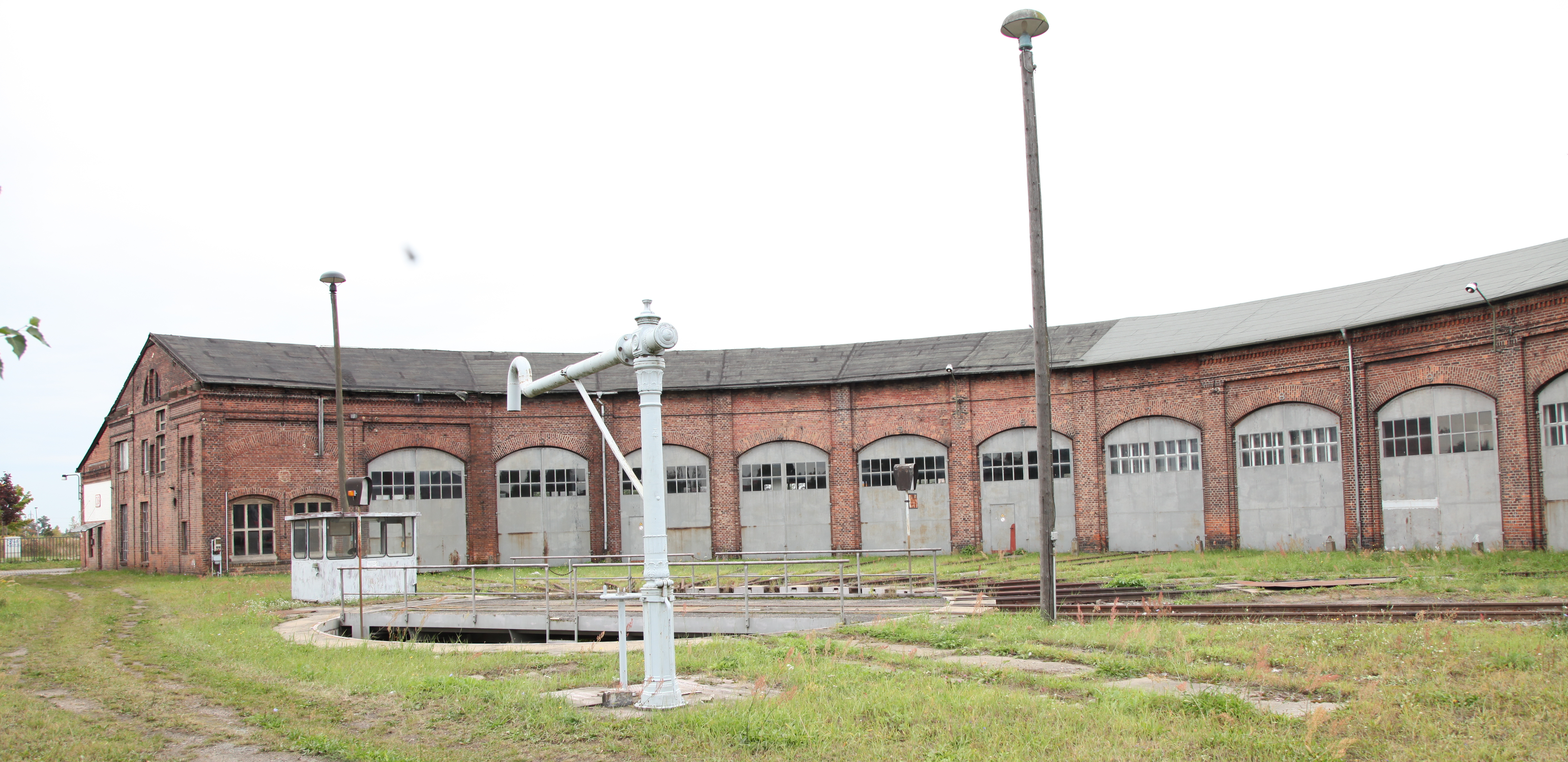
Denkmalgeschützter Ringlokschuppen

Bis zur Einbindung der Paulinenauer Züge im Jahr 1930 hieß der Bahnhof nur Neuruppin, gelegentlich mit dem Zusatz: Kremmener Bahnhof oder Kremmen-Wittstocker Bahnhof. Seitdem trug er bis Mitte der 1960er Jahre den Zusatz Hauptbahnhof, danach hieß er wieder nur Neuruppin. Bis zum Umbau um das Jahr 2000 verfügte er über einen Hausbahnsteig am südöstlich der Gleise gelegenen Empfangsgebäude und zwei Inselbahnsteige. Die Bahnsteige waren durch einen niveaugleichen Überweg verbunden, über den auch das Bahnbetriebswerk nordwestlich der Gleise zu erreichen war.
Die Gleisanlagen des früheren Hauptbahnhofs sind mit Ausnahme der beiden durchgehenden Hauptgleise und den Anlagen der Einsatzstelle von DB Regio entfernt worden. Das denkmalgeschützte zweigeschossige Empfangsgebäude wurde 2013 an ein Jugendwohnprojekt verkauft. Früher war dort der Sitz der Bahnverwaltung. Ebenfalls denkmalgeschützt ist ein zehnständiger Ringlokschuppen im Bahnbetriebswerk. Die Güterverkehrsanlagen mit Ladestraße und Güterboden lagen südwestlich des Empfangsgebäudes und werden jetzt von einem Logistikunternehmen benutzt.

### Neuruppin West
Westlich des Haltepunkts treffen die Strecken aus Neustadt (Dosse) und von Wittstock aufeinander. Neuruppin West besitzt zwei Außenbahnsteige mit Schutzhäuschen des Typs „DB PlusPunkt“.

### Neuruppin Rheinsberger Tor
Die Station hieß bis in die 1910er Jahre nur Rheinsbergertor. Bis zum Ende des 20. Jahrhunderts verfügte er über ein Gleis mit Bahnsteig. Seit dem Umbau besitzt er zwei Außenbahnsteige. Östlich des Haltepunkts führt ein Gleis über den Seedamm, bevor sich am Ostufer des Ruppiner Sees beide Strecken trennen. Die Station besitzt ein repräsentatives eingeschossiges Empfangsgebäude mit Mansarddach und einem Rundturm in Anlehnung an architektonische Elemente des Rheinsberger Schlosses. Zum Ensemble gehört ein Pavillon neben dem Bahnhofsgebäude, in dem sich jetzt ein Imbiss befindet. Das Bahnhofsgebäude selbst wird seit 1997 vom Bürgerbahnhof Rheinsberger Tor genutzt. Der Bürgerbahnhof ist eine Kombination aus Touristeninformation und Fahrkartenverkaufsstelle. Das Bahnhofsgebäude und der Pavillon („südliches Nebengebäude“) stehen unter Denkmalschutz.

## Personenverkehr

### Zug
| Linie                    | Verlauf | Takt (min) | Betreiber        |
| ------------------------ | --- | ---------- | ---------------- |
| RE 6                     | Berlin-Charlottenburg – Hennigsdorf – Neuruppin Rheinsberger Tor – Neuruppin West – Wittstock – Pritzwalk – Wittenberge | 60         | DB Regio Nordost |
| Stand: 15. Dezember 2024 | |            |                  |

Ehemalige Linien
| Linie | Verlauf                                                                          | Verlauf                                                                          | Betreiber            | eingestellt |
| ----- | -------------------------------------------------------------------------------- | -------------------------------------------------------------------------------- | -------------------- | ----------- |
| RE 6  | Berlin-Spandau – Hennigsdorf – Neuruppin Rheinsberger Tor –                      | Herzberg (Mark) – Rheinsberg (Mark)                                              | DB Regio             | 2006        |
| RE 6  | Berlin-Spandau – Hennigsdorf – Neuruppin Rheinsberger Tor –                      | Neuruppin West – Wittstock (Dosse) – Wittenberge                                 | DB Regio             | 2006        |
| PE 53 | Neuruppin Rheinsberger Tor – Neuruppin West – Neustadt (Dosse)                   | Neuruppin Rheinsberger Tor – Neuruppin West – Neustadt (Dosse)                   | Prignitzer Eisenbahn | 2006        |
| RB 54 | Neuruppin West – Neuruppin Rheinsberger Tor – Herzberg (Mark) – Löwenberg (Mark) | Neuruppin West – Neuruppin Rheinsberger Tor – Herzberg (Mark) – Löwenberg (Mark) | DB Regio             | 2006        |
| RB 54 | Neuruppin Rheinsberger Tor – Herzberg (Mark) – Rheinsberg (Mark)                 | Neuruppin Rheinsberger Tor – Herzberg (Mark) – Rheinsberg (Mark)                 | DB Regio             | 2013        |

### Bus
Der Bahnhof Rheinsberger Tor ist an eine Reihe von Buslinien der Ostprignitz-Ruppiner Personennahverkehrsgesellschaft angeschlossen, der Bahnhof West wird nur von einer Buslinie bedient.